# Landiras
Landiras é uma comuna francesa na região administrativa da Nova Aquitânia, no departamento da Gironda. Estende-se por uma área de 59,08 km². Em 2010 a comuna tinha 2 234 habitantes (densidade: 37,8 hab./km²).